# Court and Spark
Court and Spark är ett musikalbum av Joni Mitchell som lanserades i januari 1974 på Asylum Records. Skivan, en blandning av folkrock och jazz blev en framgång, både hos musikkritiker och skivpubliken. Det är ett av hennes kommersiellt framgångsrikaste album. Singeln "Help Me" blev Joni Mitchells enda topp-10-hit på Billboard Hot 100-listan i USA. Även "Free Man in Paris" blev en framgångsrik singel och nådde #22 på listan.
I sin recension av skivan kallade Robert Christgau henne för den bästa "singer/songwriter" som fanns just då och gav skivan ett A i betyg. År 2003 blev skivan listad som #111 i magasinet Rolling Stones lista The 500 Greatest Albums of All Time. Den finns omnämnd i Robert Dimerys bok 1001 Albums You Must Hear Before You Die.

## Låtlista
(alla låtar utom "Twisted" skrivna av Joni Mitchell)
1. "Court and Spark" – 2:46
2. "Help Me" – 3:22
3. "Free Man in Paris" – 3:02
4. "People's Parties" – 2:15
5. "Same Situation" – 2:57
6. "Car on a Hill" – 3:02
7. "Down To You" – 5:38
8. "Just Like This Train" – 4:24
9. "Raised on Robbery" – 3:06
10. "Trouble Child" – 4:00
11. "Twisted" – 2:21 (Annie Ross/Wardell Gray)

## Listplaceringar
- Billboard 200, USA: #2[2]
- UK Albums Chart, Storbritannien: #14[3]
- VG-lista, Norge: #18[4]